# Hallarby
Hallarby är en by i nordvästra delen av Litslena socken, Enköpings kommun, Uppland. 
Hallarby består av enfamiljshus samt bondgårdar och är belägen vid länsväg C 562.